# Edwin Timmerman
Edwin Timmerman (9 oktober 1970) is een voormalig Nederlands voetballer die van 1990 tot 1993 uitkwam voor FC Zwolle.

## Statistieken
| Seizoen | Club      | Land      | Competitie     | Wed. | Goals |
| ------- | --------- | --------- | -------------- | ---- | ----- |
| 1990/91 | FC Zwolle | Nederland | Eerste divisie | 17   | 1     |
| 1991/92 | FC Zwolle | Nederland | Eerste divisie | 20   | 6     |
| 1992/93 | FC Zwolle | Nederland | Eerste divisie | 13   | 0     |
| Totaal  | Totaal    | Totaal    | Totaal         | 50   | 7     |